# Graciliano de Paula Batista
Graciliano de Paula Batista (? – 8 de setembro de 1886) foi advogado e político brasileiro.
Foi presidente da província do Piauí, de 2 de janeiro a 13 de agosto de 1877.
Filho do conselheiro Francisco de Paula Batista. Bacharel pela Faculdade de Direito de Recife em 20 de agosto de 1866.
Foi membro do Partido Conservador e era professor catedrático de Direito Eclesiástico na Faculdade de Direito de Recife.
Foi casado duas vezes: a primeira com Marta Júlia de Miranda Batista, e a segunda com Clara Maria Seve Batista.